# سيريل ديسكورس
هو ممثل فرنسي ، ولد في في ألمانيا . يلعب في السينما والتلفزيون والمسرح .
ولد في ، ألمانيا . خلال طفولته عاش في لندن . في 4 ans كان يتحدث الفرنسية والألمانية والإنجليزية. كما أن لديه بعض المعرفة باللغتين الإيطالية والإسبانية.
- مارس المسرح منذ المرحلة الابتدائية. وفي عام 1999

## المذكرات و المراجع
1. ↑  مذكور في: قاعدة بيانات الأفلام على الإنترنت. مُعرِّف قاعدة بيانات الأفلام على الإنترنت (IMDb): nm1241168. الوصول: 15 أكتوبر 2015. لغة العمل أو لغة الاسم: الإنجليزية.
2. ↑  Nicole Real (1 mars 2018). "Cyril Descours : « Je me suis entraîné !»". Télépro ع. 3339: 23. {{استشهاد بدورية محكمة}}: تحقق من التاريخ في: |تاريخ الوصول= و|تاريخ= (مساعدة) والوسيط |تاريخ الوصول بحاجة لـ |مسار= (مساعدة).
3. ↑  Fiche de Cyril Descours sur le site de son agence JFPM. Consulté le 28/04/2009. نسخة محفوظة 2022-05-25 على موقع واي باك مشين.